# Џереми Ренер
Џереми Ли Ренер (енгл. Jeremy Lee Renner, : ; Модесто, 7. јануар 1971) амерички је филмски и телевизијски глумац, филмски продуцент те певач и кантаутор.
Током 2000-их Ренер се појавио у много самосталних филмова, као што је биопик хорор Дамер (2000) или романтична драма Нео Нед (2005). Такође је одиграо неколико улога подршке у филмовима попут криминалистичког акционог трилера S.W.A.T. (2003) или постапокалиптичног хорора 28 седмица после (2007). Потом је играо у много награђиваном криминалистичком филму Град лопова (2010), за што је био номинован за Оскара у категорији најбољи глумац у улози подршке.
Џереми Ренер је најпознатији по улози наредника прве класе Вилијама Џејмса у ратном филму Катанац за бол (2008), улога за коју је први пут био номинован за Оскара — и то у категорији најбољи глумац у главној улози, те улози Клинта Бартона / Хокаја; Ренер је био Хокај у пет филмова, суперхеројска филма Марвеловог филмског универзума (MCU): Тор (2011), Осветници (2012), Осветници: Ера Алтрона (2015). Капетан Америка: Грађански рат (2016) и Осветници: Крај игре (2019). Играо је у много комерцијално веома успешних филмова, као што су комедије Немогућа мисија: Протокол Дух (2011), Борново наслеђе (2011) и Ивица и Марица: Ловци на вештице (2013), криминалистичка црна комедија Америчка превара (2013), акциони шпијунски филм Немогућа мисија: Отпадничка нација (2015) и научнофантастични трилер Долазак (2016).
Један је од награђиванијих глумаца Холивуда и САД; до данас је добио укупно 52 награде и имао 103 номинације, иако је глумио у само 50 филмова и серија. Добитник је награда Сателит (Катанац за бол, 2008/09), BSFC (Катанац за бол, 2008/09), MTV (Осветници, 2012/13) и многих других.

## Филмографија
| Улоге Џеремија Ренера |                                                 |                                                            |                                          |                                             |
| Година                | Српски назив                                    | Изворни назив                                              | Улога                                    | Напомена                                    |
| 1995.                 |                                                 | National Lampoon's Senior Trip                             | Дагс                                     |                                             |
| 1996.                 | Папирнати змајеви                               | Paper Dragons                                              |                                          | неприписано                                 |
| 2001.                 | Риба у бурету                                   | Fish in a Barrel                                           | Реми                                     |                                             |
| 2002.                 | Дамер                                           | Dahmer                                                     | Џефри Дамер                              |                                             |
| 2002.                 | Љубав мајмуна                                   | Monkey Love                                                | Дил                                      |                                             |
| 2003.                 | S.W.A.T.                                        | S.W.A.T.                                                   | Брајан Гамбл                             |                                             |
| 2004.                 | Срце је обмањиво изнад свега                    | The Heart Is Deceitful Above All Things                    | Емерсон                                  |                                             |
| 2005.                 | Мали пут до раја                                | A Little Trip to Heaven                                    | Фред                                     |                                             |
| 2005.                 | Северна земља                                   | North Country                                              | Боби Шарп                                |                                             |
| 2005.                 | 12 и невин                                      | 12 and Holding                                             | Гас Мејтланд                             |                                             |
| 2005.                 | Нео Нед                                         | Neo Ned                                                    | Нед                                      |                                             |
| 2005.                 | Краљеви Догтауна                                | Lords of Dogtown                                           | Џеј Адамс Менаџер                        | неприписано                                 |
| 2006.                 | Љубав долази до егзекутора                      | Love Comes to the Executioner                              | Чик Пригушивач                           |                                             |
| 2007.                 | Убиство Џесија Џејмса од кукавице Роберта Форда | The Assassination of Jesse James by the Coward Robert Ford | Вуд Хајт                                 |                                             |
| 2007.                 | 28 недеља касније                               | 28 Weeks Later                                             | наредник Дојл                            |                                             |
| 2007.                 | Узми                                            | Take                                                       | Сол                                      |                                             |
| 2008.                 | Катанац за бол                                  | The Hurt Locker                                            | наредник прве класе Вилијам Џејмс        | награда Сателит, награда BSFC               |
| 2009.                 | Генијалци                                       | Ingenious                                                  | Сем                                      | филм такође познат као Сијалица (Lightbulb) |
| 2010.                 | Град лопова                                     | The Town                                                   | Џејмс „Џем” Коглин                       | Н Оскар                                     |
| 2011.                 | Тор                                             | Thor                                                       | Клинт Бартон / Хокај                     | неприписани камео                           |
| 2011.                 | Немогућа мисија: Протокол Дух                   | Mission: Impossible – Ghost Protocol                       | Вилијам Брант                            |                                             |
| 2012.                 | Осветници                                       | The Avengers                                               | Клинт Бартон / Хокај                     | награда MTV (подељено са Томом Хидлстоном)  |
| 2012.                 | Борново наслеђе                                 | The Bourne Legacy                                          | Арон Крос / Кенет Џ. Китсом              |                                             |
| 2013.                 | Ивица и Марица: Ловци на вештице                | Hansel & Gretel: Witch Hunters                             | Ивица                                    |                                             |
| 2013.                 | Имигрант                                        | The Immigrant                                              | Орландо Маџишан                          |                                             |
| 2013.                 | Америчка превара                                | American Hustle                                            | Кармајн Полито                           |                                             |
| 2014.                 | Убиј гласника                                   | Kill the Messenger                                         | Гари Веб                                 | такође продуцент                            |
| 2015.                 | Осветници: Ера Алтрона                          | Avengers: Age of Ultron                                    | Клинт Бартон / Хокај                     |                                             |
| 2015.                 | Немогућа мисија: Отпадничка нација              | Mission: Impossible – Rogue Nation                         | Вилијам Брант                            |                                             |
| 2016.                 | Капетан Америка: Грађански рат                  | Captain America: Civil War                                 | Клинт Бартон / Хокај                     |                                             |
| 2016.                 | Долазак                                         | Arrival                                                    | Ијан Донели                              |                                             |
| 2017.                 | Река ветра                                      | Wind River                                                 | Кори Ламберт                             |                                             |
| 2017.                 | TBA                                             | The House                                                  | Томи                                     | камео                                       |
| 2018.                 | TBA                                             | Arctic Justice: Thunder Squad                              | Свифти (глас)                            |                                             |
| 2018.                 | TBA                                             | Tag                                                        | TBA                                      |                                             |
| 2019.                 | Осветници: Крај игре                            | Avengers: Endgame                                          | Клинт Бартон / Хокај                     |                                             |
| 2025.                 | Нож у леђа 3                                    | Wake Up Dead Man: A Knives Out Mystery                     |                                          |                                             |
| Телевизија            |                                                 |                                                            |                                          |                                             |
| 1995.                 | Смртоносне игре                                 | Deadly Games                                               | Тод                                      | епизода: Boss                               |
| 1996.                 | Чудна срећа                                     | Strange Luck                                               | Џоџо Пикард                              | епизода: Blinded by the Son                 |
| 1996.                 | Пријатељева издаја                              | A Friend's Betrayal                                        | Сајмон                                   | телевизијски филм                           |
| 1997.                 | Остварење ноћне море                            | A Nightmare Come True                                      | Стивен Зарн                              | телевизијски филм                           |
| 1999.                 | Зои, Данкан, Џек и Џејн                         | Zoe, Duncan, Jack & Jane                                   | Џек                                      | пилот епизода                               |
| 1999.                 | Мрежа                                           | The Net                                                    | Тед Нида                                 | епизода: Chem Lab                           |
| 1999.                 | Време твог живота                               | Time of Your Life                                          | Тејлор                                   | епизода: The Time the Truth Was Told        |
| 2000.                 | Ејнџел                                          | Angel                                                      | Пен                                      | епизода: Somnambulist                       |
| 2001.                 | Место злочина: Лас Вегас                        | CSI: Crime Scene Investigation                             | Роџер Џенингс                            | епизода: Alter Boys                         |
| 2002.                 | Ит фактор                                       | The It Factor                                              | Џереми Ренер                             | ријалити шоу                                |
| 2007.                 | Доктор Хаус                                     | House                                                      | Џими Квид                                | епизода: Games                              |
| 2008.                 | Оукс                                            | The Oaks                                                   | Ден                                      | пилот епизода                               |
| 2009.                 | Неуобичајени                                    | The Unusuals                                               | детектив Џејсон Волш                     | 10 епизода                                  |
| 2011.                 | Роботско пиле                                   | Robot Chicken                                              | наредник прве класе Вилијам Џејмс (глас) | епизода: Fool's Goldfinger                  |
| 2012.                 | Уживо суботом увече                             | Saturday Night Live                                        | домаћин                                  | епизода: Jeremy Renner / Maroon 5           |
| 2014.                 | Светски ратови                                  | The World Wars                                             | наратор                                  | шестосатна историјска докудрама             |
| 2014.                 | Помоћ фудбала                                   | Soccer Aid                                                 | Џереми Ренер                             | бијенијална хуманитарна емисија             |
| 2014.                 | Луи                                             | Louie                                                      | Џеф Дејвис                               | епизода: In the Woods                       |
| 2016.                 | Велика турнеја                                  | The Grand Tour                                             | Џереми Ренер                             | Amazon Prime / Amazon Video                 |
| 2021.                 | Шта ако...?                                     | What If...?                                                | Клинт Бартон / Хокај                     | глас                                        |
| 2021.                 | Хокај                                           | Hawkeye                                                    | Клинт Бартон / Хокај                     |                                             |
| 2021—данас            | Градоначелник Кингстауна                        | Mayor of Kingstown                                         | Мајк Макласки                            |                                             |